# Сви наши страхови
Сви наши страхови (енгл. The Sum of All Fears) је амерички филм из 2002. који је режирао Фил Олден Робинсон. Филм је заснован на истоименом роману Тома Кленсија.
Када аналитичар ЦИА-е сазна да терористичка група планира да постави нуклеарну бомбу на фудбалској утакмици у Балтимору како би подстакла рат између САД и Русије, он мора настојати да их заустави.

## Радња
2002. године, сиријски сељак проналази атомску бомбу на Голанској висоравни коју је израелско ваздухопловство изгубило током рата Јом Кипур 1973. и продаје наводно бомбу трговцу оружјем Олсону за 400 долара.
Олсон препродаје бомбу аустријском неофашисти Дреслеру. У међувремену, руски председник Зоркин умире од срчаног удара. Александар Немеров, кога у Вашингтону сматрају тврдолинијашем, постао је нови председник. Забринут због ове околности, амерички председник Роберт Фаулер шаље самог директора ЦИА-е, заједно са аналитичарем Џеком Рајаном, у Русију да провере спровођење програма за уклањање нуклеарног оружја. Делегација открива губитак три физичара у Арзамасу-16.
Директор ЦИА Кабот шаље Џона Кларка да пронађе научнике. Потрага је довела Кларка, заједно са Рајаном, до напуштене совјетске војне јединице на обали Кременчушког резервоара, где проналази мртве научнике. Испоставило се да су, по налогу Дреслера, физичари поправили бомбу, након чега је украјинским сувотоварним бродом допремљена у амерички град Балтимор и постављена под маском аутомата за продају цигарета на паркингу испод главног градски стадион. Рајан обавештава Кабота о томе баш док је на стадиону са председником. Председник успева да буде одведен на релативно безбедну удаљеност, али директор ЦИА, заједно са десетинама хиљада гледалаца и становника града, гине.
Руководство САД одлучује да је за атомску експлозију у једном америчком граду крива Русија и спрема узвратни нуклеарни удар. У међувремену, официр руског ваздухопловства Дубињин, потплаћен од Дреслера, обавештава особље да су Американци наводно започели рат против Русије и бацили бомбу на Москву и наређује ескадрили Ту-22М3 да нападне амерички носач авиона у Северном мору ...
Александар Немеров одбија да призна умешаност Москве у напад, али председник САД то сматра ратним чином и наређује да се ракете лансирају. У међувремену, Рајан, уз помоћ тајног извора у Русији и информација до којих је дошао Кларк, успева да успостави везу између бомбе и Дреслера. Рајан узалуд покушава да контактира Фаулера и да га убеди да откаже поруџбину. У међувремену, амерички бомбардери Б-2 већ се приближавају Русији да униште лансере балистичких пројектила. Снаге безбедности снажно саветују Немерову да уништи авионе и нареди ракетни напад на Сједињене Државе.
Пошто је Немеров већ пристао да удари, Рајан успева да успостави сигурну директну везу са њим преко Пентагона. Рајан осуђује умешаност Русије у нуклеарну експлозију у Балтимору у Мериленду, открива право порекло бомбе, која је развијена у САД, и на крају тражи повлачење трупа. На питање Немерова о давању гаранција, Рајан одговара да нема гаранција. Тада руски председник преко телефонске линије предлаже америчкој „фазу међусобне неутралности“ како би спречио нуклеарни рат; Фаулер се слаже и повлачи налог за почетак одбројавања. Неколико дана касније, лидери се састају у Москви да потпишу споразум о смањењу наоружања за масовно уништење. У међувремену, оперативци ЦИА и ФСБ проналазе и уништавају све покретаче кризе – Олсона, Дубињина и Дреслера.

## Улоге
| Глумац           | Улога                         |
| ---------------- | ----------------------------- |
| Бен Афлек        | Џек Рајан                     |
| Морган Фриман    | Вилијам Кабот                 |
| Бриџет Мојнахан  | др Кетрин Милер               |
| Џејмс Кромвел    | председник Џ. Роберт Фаулер   |
| Лијев Шрајбер    | Џон Кларк                     |
| Мајкл Берн       | Анатолиј Грушков              |
| Колм Фиор        | Олсон                         |
| Алан Бејтс       | Рихард Дреслер                |
| Рон Рифкин       | државни секретар Сидни Овенс  |
| Киран Хајндс     | председник Александар Њемеров |
| Брус Макгил      | НСА Џин Ревел                 |
| Ричард Марнер    | председник Зоркин             |
| Филип Бејкер Хол | Министар одбране Дејвид Бекер |
| Кен Џенкинс      | адмирал Полак                 |
| Џон Бизли        | генерал Ласетер               |